# Centrale nucleare di Leningrado 2
La Leningradskaja AES 2 (in russo Ленинградская АЭС II, ) è una centrale nucleare russa situata a Sosnovyj Bor  nell'oblast di Leningrado, è il secondo impianto del sito, affiancato all'impianto di Leningrad. L'impianto sarà composto alla fine da 4 reattori per 4256MW di tipologia VVER1200.

## Teleriscaldamento
Ogni reattore sarà anche utilizzato per il teleriscaldamento delle zone abitate ad esso collegate, ogni reattore fornirà circa 2.5TWh di energia per il riscaldamento domestico.